# インド地域航法衛星システム
Navigation with Indian Constellation（NavIC）は、インド宇宙研究機関（ISRO）に所属する宇宙応用センター（SAC、Space Applications Centre）が運用している衛星測位システム。地球全体ではなくインド周辺のみをカバーしている。人工衛星7機で構成される。当初、インド地域航法衛星システム（英: Indian Regional Navigation Satellite System, IRNSS）と呼称されていたが、2016年4月にモディ首相によって名称変更が行われ、Navigation with Indian Constellationと呼ばれることになった。
アメリカ合衆国が運用するグローバル・ポジショニング・システム（GPS）へのアクセスが必ずしも保証されていないことから、インド独自の衛星測位システムの開発の必要があった。NavICは、一般の人が利用可能なスタンダード・ポジショニング・サービスと、軍事用の暗号化された制限サービスの2つのサービスを提供する。

## 開発
最初の衛星は、160億インド・ルピー（2億9120万ドル）の費用をかけて開発され、2013年7月1日に最初の1基がIRNSS-1Aとして打ち上げられた。2016年4月28日に7基全ての軌道投入を完了した。
宇宙部分、地上部分、受信機の全てがインドで製造されることを目標としている。3基の衛星は、インド洋上空の静止軌道に配置される。このシステムの軍事上の重要な応用としてミサイル誘導が挙げられる。

## 沿革
2010年4月の報告書では、2011年末から半年おきに1基ずつ衛星を打ち上げ、2014年までにIRNSSが最適運用されるようになる計画であった。。
IRNSS-1AはIRNSSの7基の衛星のうちの初号機で、2013年7月1日にPSLV-C22で打ち上げられた。打上げ時の質量は1425kgで、ルビジウム原子時計を搭載し、測位ペイロード(LバンドとSバンドを使用)とCバンド中継器を搭載する。ミッション寿命は10年間。インドのI-1K衛星バスをベースに開発された。
2基目のIRNSS-1Bは、2014年4月4日に打ち上げられた。
3基目のIRNSS-1Cは、2014年10月16日に打ち上げられた。これまでの1A、1Bは軌道傾斜角を有する軌道に投入されたが、1CはIRNSSとしては初めて軌道傾斜角0度の静止軌道(東経83度)に投入された。
4基目のIRNSS-1Dは2015年3月28日に打ち上げられた。
5基目のIRNSS-1Eは2016年1月20日に打ち上げられた。
6基目のIRNSS-1Fは2016年3月10日に打ち上げられた。
7基目のIRNSS-1Gは2016年4月28日に打ち上げられ、計画されていた7基の衛星が全て軌道に投入された。

## 概要
IRNSSシステムは、7基の衛星(IRNSS-1A ~ IRNSS-1G)と地上局から構成される。7基のうち3基(1F、1C、1G)の衛星は、それぞれ東経32.5度、83度、129.5度の静止軌道に配置。残り4基のうち2基(1A、 1B)は軌道傾斜角29度を有する東経55度の対地同期軌道へ配置。残り2基(1D,1E)は軌道傾斜角29度を有する東経111.75度の対地同期軌道へ配置。このような配置は、7基の衛星がインドの地上局から連続的に見えることを意味する。衛星のペイロードには、原子時計や測位シグナルを集めるための電子機器もある。
2008年7月15日にモントリオールで開催された国際宇宙空間研究委員会の会合でのA. Bhaskaranarayanaの (PDF) によると、IRNSSのシグナルは、Special Positioning ServiceとPrecision Serviceからなっている。どちらもL5帯(1176.45 MHz)とS帯(2492.08 MHz)を用いる。SPSシグナルは、1MHzの位相偏移変調を受ける。Precision Serviceは、BOC変調を用いる。
測位シグナル自体はS帯(2-4GHz)で伝送され、位相配列アンテナを用いて送信される。
システムは、インドの国土全体で10m、インド洋を含みインドの周り約2000kmの範囲で20m以上の精確さで絶対位置を決定することを意図している。
2つの電波帯域幅を併用することにより、地球大気の電離層による電波の速度の遅れを測定し、位置情報の誤差を減らす。SACの担当者は、スマートフォンなど受信側機器が対応すれば、2.5m-5mの精度が可能との見解を表明している。
IRNSSの地上局は、衛星の軌道を追跡・評価し、ネットワークのインテグリティを保証するマスター・コントロール・センター(MCC)と、衛星に指令を送ってその健全性を確認するその他の地上局から構成される。MCCは7基の衛星の位置を評価・予測し、インテグリティを計算し、時計を正確にし、測位ソフトウェアを稼働する。高度に独立なシステムを求めたことから、インドの標準時のインフラも、これに合わせて確立された。